# Anolis nubilus
Anolis nubilus – gatunek jaszczurki z rodziny Anolidae. Występuje tylko w jednym miejscu: na małej, niegościnnej, wulkanicznej wyspie należącej do Antigui i Barbudy. Jest krytycznie zagrożony wyginięciem.

## Systematyka
Gatunek zalicza się do rodzaju Anolis, klasyfikowanego obecnie w monotypowej rodzinie Anolidae. W przeszłości rodzaj ten zaliczany był do licznej w gatunki rodziny legwanowatych (Iguanidae).

## Rozmieszczenie geograficzne

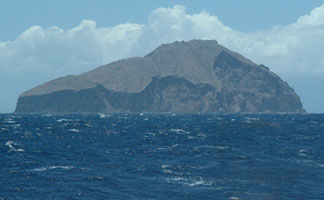
Redonda – niewielka wyspa, którą zamieszkuje ten gatunek jaszczurki

Jaszczurka ta występuje jedynie na niewielkiej wulkanicznej wyspie Redonda o powierzchni niespełna 0,8 km², należącej do państwa Antigua i Barbuda. Rzeczywisty zasięg występowania zwierzęcia jest jednak jeszcze mniejszy, gdyż tylko niewielka część wyspy nadaje się do zamieszkania przez te gady.
Jaszczurki bytują wśród skał, opuszczonych budynków, niewielkich krzaków i nielicznych drzew, którym udało się przetrwać. Niekiedy żerują wśród skał zastygłej lawy i przybrzeżnych głazów.

## Zagrożenia i ochrona
W Czerwonej księdze gatunków zagrożonych IUCN Anolis nubilus od 2020 roku jest klasyfikowany jako gatunek krytycznie zagrożony (CR, ang. Critically Endangered); wcześniej był uznawany za gatunek najmniejszej troski (LC, ang. Least Concern).
Na wyspie nie ma obecnie osadnictwa ludzkiego, zagrożenie stanowiła natomiast populacja kóz, objadająca wyspę z ubogiej roślinności, oraz szczury śniade. Do 2017 roku kozy zostały z wyspy wywiezione, a szczury udało się wytępić, dzięki czemu w krótkim czasie populacja jaszczurek kilkukrotnie wzrosła. Do zagrożeń należą też huragany oraz obecność żywiących się jaszczurkami ptaków, które ponownie skolonizowały wyspę.